# Distrito de Bellac
El distrito de Bellac es un distrito (en francés: arrondissement) de Francia, que se localiza en el departamento de Alto Vienne (en francés: Haute-Vienne), de la región de Nueva Aquitania.

## Historia
Cuando el departamento de Alto Vienne fue creado en 1790, el distrito de Bellac fue uno de los distritos creados originalmente.

## Geografía
El distrito de Bellac se encuentra en el norte del departamento de Alto Vienne. Limita al norte y noroeste con el departamento de Vienne, al este con el departamento de Creuse, al sur con el distrito de Limoges, al suroeste con el distrito de Rochechouart y al oeste con el departamento de Charente.
El distrito Bellac es el segundo distrito, luego del distrito de Limoges, tanto en superficie (1779,9 km²) como en población (39 744 habitantes). Tiene una densidad de población de 22,33 habitantes/km².

## División territorial

### Cantones
Luego de la reorganización de los cantones en Francia, los cantones dejaron de ser subdivisiones de los distritos por lo que podrían tener comunas que pertenecieran a distritos diferentes.
Los cantones del distrito de Bellac, y sus códigos, son:
1. Ambazac (8702), con 5 comunas en el distrito de Bellac y 11 en el distrito de Limoges.
2. Bellac (8703), con 26 comunas, todas en el distrito de Bellac.
3. Châteauponsac (8704), con 32 comunas, todas el distrito de Bellac.

### Comunas
Las comunas, con sus códigos, del distrito de Bellac son:
1. Arnac-la-Poste (87003)
2. Azat-le-Ris (87006)
3. Balledent (87007)
4. La Bazeuge (87008)
5. Bellac (87011)
6. Berneuil (87012)
7. Bessines-sur-Gartempe (87014)
8. Blanzac (87017)
9. Blond (87018)
10. Breuilaufa (87022)
11. Le Buis (87023)
12. Bussière-Poitevine (87028)
13. Chamboret (87033)
14. Châteauponsac (87041)
15. Cieux (87045)
16. Compreignac (87047)
17. La Croix-sur-Gartempe (87052)
18. Cromac (87053)
19. Darnac (87055)
20. Dinsac (87056)
21. Dompierre-les-Églises (87057)
22. Le Dorat (87059)
23. Droux (87061)
24. Folles (87067)
25. Fromental (87068)
26. Gajoubert (87069)
27. Les Grands-Chézeaux (87074)
28. Jouac (87080)
29. Lussac-les-Églises (87087)
30. Magnac-Laval (87089)
31. Mailhac-sur-Benaize (87090)
32. Montrol-Sénard (87100)
33. Mortemart (87101)
34. Nantiat (87103)
35. Nouic (87108)
36. Oradour-Saint-Genest (87109)
37. Peyrat-de-Bellac (87116)
38. Rancon (87121)
39. Razès (87122)
40. Roussac (87128)
41. Saint-Amand-Magnazeix (87133)
42. Saint-Barbant (87136)
43. Saint-Bonnet-de-Bellac (87139)
44. Saint-Georges-les-Landes (87145)
45. Saint-Hilaire-la-Treille (87149)
46. Saint-Junien-les-Combes (87155)
47. Saint-Léger-Magnazeix (87160)
48. Saint-Martial-sur-Isop (87163)
49. Saint-Martin-le-Mault (87165)
50. Saint-Ouen-sur-Gartempe (87172)
51. Saint-Pardoux (87173)
52. Saint-Sornin-la-Marche (87179)
53. Saint-Sornin-Leulac (87180)
54. Saint-Sulpice-les-Feuilles (87182)
55. Saint-Symphorien-sur-Couze (87184)
56. Tersannes (87195)
57. Thiat (87196)
58. Thouron (87197)
59. Val-d'Issoire (87097)
60. Vaulry (87198)
61. Verneuil-Moustiers (87200)
62. Villefavard (87206)